# Charles W. Chipp
Charles W. Chipp (Kingston (New York), 23 août 1848-12 septembre 1881), est un officier de l'United States Navy et explorateur américain.

## Biographie
Né à Kingston, il est formé à l'Académie navale d'Annapolis et de Newport (Rhode Island) dont il diplômé en 1868. Il sert alors sur la frégate à vapeur USS Franklin puis, en 1871, participe à l'Expédition de Corée.
En 1873, il embarque sur l'USS Juniata dans une expédition sur les côtes du Groenland à la recherche de la Polaris de Charles Francis Hall comme lieutenant de George Washington De Long.
Il sert sur divers autres bâtiment avant d'être engagé par De Long comme officier sur la Jeannette dont le but est la conquête du Pôle par le détroit de Béring.
Le 27 août 1879, la Jeannette atteint la baie Saint-Laurent en Sibérie puis se dirige vers le nord par la mer des Tchouktches. Elle est piégée par les glaces près de l'île Wrangel et, en juin 1881, est écrasée et coule.
L'équipage du navire traverse alors une glace rugueuse puis s'embarque sur trois canots dans le but de tenter de rejoindre la côte sibérienne par l'estuaire de la Léna. Chipp est mis à la tête d'une des embarcations, De Long et George W. Melville dirigeant les deux autres.
Le 12 septembre 1881, les trois bateaux sont séparés dans une tempête. Le bateau du lieutenant Chipp et ses 7 occupants, disparaissent à tout jamais lors de cette tempête.

## Hommages
- Son nom a été donné à une rivière du nord de l'Alaska et à un pic de l'île Kupreanof dans l'archipel Alexandre[3].
- Médaille Jeannette en or (posthume)